# Mantispa maindroni
Mantispa maindroni là một loài côn trùng trong họ Mantispidae thuộc bộ Neuroptera. Loài này được Navás miêu tả năm 1909.